# 八仙过海 (植物)
八仙过海（学名：Cryptocoryne yunnanensis）是天南星科隐棒花属的植物，为中国的特有植物。分布在中国大陆的云南省等地，生长于海拔1,600米的地区，多生长于无霜地区的河滩沙地，目前尚未由人工引种栽培。
其种加词 yunnanensis 意为“云南的”。
现接受名为旋苞隐棒花云南亚种（Cryptocoryne crispatula var. yunnanensis (H.Li) H.Li & N.Jacobsen, 2010）。